# Śmierć w płytkiej wodzie
Śmierć w płytkiej wodzie (oryg. Halál sekély vízben) – film z 1994 roku, w reżyserii Imre Gyöngyössy i Barna Kabay.

## Obsada
- Anna Romantowska jako Maria
- Jan Englert jako Dobos
- Michael Marwitz jako Tibor
- Paweł Deląg jako Peter
- Daniele Legler jako Hans
- Katarzyna Walter-Sakowitch jako Martha
- Karolina Rosińska jako Esther
- Flóra Kádár